# Autheuil-Authouillet
Autheuil-Authouillet è un comune francese di 856 abitanti situato nel dipartimento dell'Eure nella regione della Normandia.

## Società

### Evoluzione demografica
Abitanti censiti